# Mayang (Mayang)
Mayang is een bestuurslaag in het regentschap Jember van de provincie Oost-Java, Indonesië. Mayang telt 7737 inwoners (volkstelling 2010).